# American Negro Academy
Die American Negro Academy (ANA) in Washington D. C. bestand von 1897 bis 1928 als eine Organisation schwarzer Intellektueller und Akademiker, die die höhere Bildung, Kunst und Wissenschaften von Afroamerikanern im Kampf um Gleichheit fördern sollte.
Am 5. März 1897 gründete Reverend Alexander Crummell die American Negro Academy. Weitere Gründer waren Blanche K. Bruce, Paul Laurence Dunbar und W.E.B. Du Bois. Hinzu kamen später u. a. Orishatukeh Faduma, James Weldon Johnson, Alain Locke, Carter G. Woodson, Robert Tecumtha Browne.
Besonders die Ideen der Gruppe Talented Tenth verbreiteten sich über die gemeinsamen Treffen unter dem Ziel, „ihre Leute zu führen und zu beschützen“. Wichtige Publikationen waren:  
- J. L. Lowe: Disenfranchisement of The Negro
- Charles C. Cook: Comparative Study of The Negro Problem
- William Pickens: The Status of the Free Negro from 1860 to 1870

Im Ergebnis schaffte die Academy keine große Breitenwirkung.